# Diplophos orientalis
Espèce
Diplophos orientalis est une espèce de poissons téléostéens.